# Shag
Shag es una película estadounidense de 1989 protagonizada por Bridget Fonda, Phoebe Cates, Annabeth Gish, Page Hannah, Jeff Yagher y Scott Coffey. Dirigida por Zelda Barron, fue estrenada en territorio estadounidense el 21 de julio de 1989.

## Sinopsis
La película relata la historia de cuatro adolescentes con personalidades disímiles que se escapan de sus padres por unos días en 1963 para vivir una aventura en Myrtle Beach, Carolina del Sur, donde el gran festival de primavera promete un concurso de baile, montones de cerveza y muchos chicos guapos.

## Reparto
- Phoebe Cates es Carson McBride.
- Bridget Fonda es Melaina Buller.
- Annabeth Gish es Caroline "Pudge" Carmichael.
- Page Hannah es Luanne Clatterbuck.
- Robert Rusler es Buzz Ravenel.
- Scott Coffey es Chip Guillyard.
- Tyrone Power, Jr. es Harley Ralston.
- Jeff Yagher es Jimmy Valentine.
- Carrie Hamilton es Nadine.
- Leilani Sarelle es Suette.